# Hold the Line
Hold the Line ist ein Lied der US-amerikanischen Rockband Toto, das im September 1978 als Debütsingle der Band veröffentlicht wurde.

## Hintergrund
Hold the Line wurde von David Paich, dem Keyboarder der Band, geschrieben. Er begann mit dem Piano-Riff, das ab Anfang des Songs zu hören ist. Die Zeile „Hold the line, love isn’t always on time“, die später der Text des Refrains wurde, fiel ihm in einer Nacht ein, woraufhin er den Song innerhalb von zwei Stunden schrieb. Die Phrase Hold the Line bedeutet etwa den derzeitigen Zustand beizubehalten bzw. dranbleiben. Die Zeilen der Strophen beginnen stets mit den Worten „It’s not...“, wobei das lyrische Ich erklärt, was Liebe nicht ist, während es herauszufinden versucht, was Liebe ist. Das Lied wurde von der Band produziert und von Bobby Kimball gesungen und ist auf ihrem ersten Studioalbum Toto enthalten.

## Kommerzieller Erfolg

### Chartplatzierungen
Hold the Line wurde ein weltweiter Erfolg. In den Billboard Hot 100 stieg die Single bis auf Platz fünf, in Schweden war sie mit Platz drei am erfolgreichsten. Top-20-Positionen wurden in den neuseeländischen, niederländischen und britischen Charts erreicht, in Deutschland stieg die Single bis auf Platz 23.
| ChartsChartplatzierungen       | Höchstplatzierung | Wochen |
| ------------------------------ | ----------------- | ------ |
| Deutschland (GfK)              | 23 (11 Wo.)       | 11     |
| Vereinigte Staaten (Billboard) | 5 (21 Wo.)        | 21     |
| Vereinigtes Königreich (OCC)   | 14 (11 Wo.)       | 11     |

| ChartsJahrescharts (1979)      | Platzierung |
| ------------------------------ | ----------- |
| Vereinigte Staaten (Billboard) | 44          |

### Auszeichnungen für Musikverkäufe
Hold the Line wurde weltweit insgesamt mit drei Goldenen und fünf Platin-Schallplatten für über 2,7 Millionen verkaufte Einheiten ausgezeichnet.
| Land/Region                  | Auszeichnungen für Musikverkäufe (Land/Region, Auszeichnung, Verkäufe) | Verkäufe  |
| ---------------------------- | ---------------------------------------------------------------------- | --------- |
| Australien (ARIA)            | Platin                                                                 | 70.000    |
| Dänemark (IFPI)              | Gold                                                                   | 45.000    |
| Griechenland (IFPI)          | Platin                                                                 | 20.000    |
| Italien (FIMI)               | Platin                                                                 | 100.000   |
| Kanada (MC)                  | Gold                                                                   | 75.000    |
| Neuseeland (RMNZ)            | 3× Platin                                                              | 90.000    |
| Spanien (Promusicae)         | Platin                                                                 | 60.000    |
| Vereinigte Staaten (RIAA)    | 3× Platin                                                              | 3.000.000 |
| Vereinigtes Königreich (BPI) | Gold                                                                   | 400.000   |
| Insgesamt                    | 3× Gold · 10× Platin ·                                                 | 3.860.000 |